# 道の駅宙ドーム・神岡
道の駅宙ドーム・神岡（みちのえき すかいドーム かみおか）は、岐阜県飛騨市神岡町夕陽ヶ丘にある国道471号の道の駅である。
1999年7月15日に、星の駅 宙ドーム神岡という名称で竣工した。その後2005年8月10日に道の駅登録を受けて、2006年4月18日に道の駅としてオープンした。なお、施設名はメディアによって道の駅スカイドーム神岡と表記される場合がある。

## 施設
- 駐車場
  - 普通車：49台
  - 大型車：7台
  - 身障者用：2台
- トイレ（宇宙船をイメージしている[3]）
  - 男：大 8器（5器） 小 13器（7器）
  - 女：17器（11器）
  - 身障者用：4器（2器）

※（）内は24時間使用可能
- 売店・ファストフードコーナー（9:00 - 17:00、かつての物販棟はマゼラン星雲をイメージしたものとなっていた[3]）[6]
- レストラン（平日：11:00 - 14:00・17:00 - 19:00、土日祝日：11:00 - 14:00・17:00 - 19:00、かつては天の川をイメージしたものとなっていた[3]）[6]
- ひだ宇宙科学館 カミオカラボ（9:00 -17:00、入館は16時30分まで）[1][2][7]
  - 2019年3月27日に開設[5][7]。スーパーカミオカンデを紹介する科学館（入場無料）で[2]、光電子増倍管の実物が展示されている[5][7]。

## 休館日
- 売店・ファストフードコーナー・レストラン
  - 毎週水曜日・年末年始
- ひだ宇宙科学館 カミオカラボ
  - 毎週水曜日[1]・年末年始

## アクセス
- 国道471号 - 登録路線

## 周辺
- 神岡城
- 白山神社
- 瑞岸寺
- 加茂若宮神社